# Indische Cricket-Nationalmannschaft in Pakistan in der Saison 1954/55
Die Tour der indischen Cricket-Nationalmannschaft nach Pakistan in der Saison 1954/55 fand vom 1. Januar bis zum 1. März 1955 statt. Die internationale Cricket-Tour war Bestandteil der Internationalen Cricket-Saison 1954/55 und umfasste fünf Tests. Die Serie endete 0–0 unentschieden.

## Vorgeschichte
Für beide Mannschaften war es die erste Tour der Saison.
Das letzte Aufeinandertreffen der beiden Mannschaften bei einer Tour fand in der Saison 1952/53 in Indien statt.

## Stadien
Die folgenden Stadien wurden für die Tour als Austragungsort vorgesehen.
| Stadion                      | Stadt      | Kapazität | Spiele  |
| ---------------------------- | ---------- | --------- | ------- |
| Bahawal Stadium              | Bahawalpur | 15.000    | 2. Test |
| Bangabandhu National Stadium | Dhaka      | 36.000    | 1. Test |
| National Stadium             | Karachi    | 34.228    | 5. Test |
| Lahore Stadium               | Lahore     | 60.000    | 3. Test |
| Peshawar Club Ground         | Peshawar   |           | 4. Test |

## Kaderlisten
Die Mannschaften benannten die folgenden Kader.
| Test | Test |
| Pakistan | Indien |
| --- | --- |
| - Abdul Kardar (K) - Alimuddin - Fazal Mahmood - Hanif Mohammad - Imtiaz Ahmed (wk) - Khan Mohammad - Mahmood Hussain - Maqsood Ahmed - Miran Bakhsh - Shujauddin - Waqar Hasan - Wazir Mohammad | - Vinoo Mankad (K) - Ghulam Ahmed - Prakash Bhandari - Chandrasekhar Gadkari - Chingleput Gopinath - Subhash Gupte - Vijay Manjrekar - M. K. Mantri - Jasubhai Patel - Dattu Phadkar - Pananmal Punjabi - Gulabrai Ramchand - Pankaj Roy - Naren Tamhane (wk) - Polly Umrigar |

## Tests

### Erster Test in Dhaka
| 1. – 4. Januar Scorecard | Dhaka | Pakistan 257 (136.2) & 158 (86.2) | – | Indien 148 (82.5) & 147-2 (82) |
|                          |       | Remis                             |   |                                |

### Zweiter Test in Bahawalpur
| 15. – 18. Januar Scorecard | Bahawalpur | Indien 235 (119.5) & 209-5 (89) | – | Pakistan 312-9 (164) |
|                            |            | Remis                           |   |                      |

Dies war der einzige Test der bis heute in Bahawalpur ausgetragen wurde.

### Dritter Test in Lahore
| 29. Januar – 1. Februar Scorecard | Lahore | Pakistan 328 (187.5) & 136-5d (84.3) | – | Indien 251 (128.1) & 74-2 (32) |
|                                   |        | Remis                                |   |                                |

### Vierter Test in Peshawar
| 12. – 15. Februar Scorecard | Peshawar | Pakistan 188 (146.2) & 182 (122) | – | Indien 245 (108) & 23-1 (19) |
|                             |          | Remis                            |   |                              |

Es war der erste und einzige Test der im Peshawar Club Ground ausgetragen wurde. Erst 1995 wurde im neuerbauten Arbab Niaz Stadium in Peshawar wieder ein Test gespielt.

### Fünfter Test in Karachi
| 26. Februar – 1. März Scorecard | Karachi | Pakistan 162 (96) & 241-5d (86) | – | Indien 145 (63.3) & 69-2 (32) |
|                                 |         | Remis                           |   |                               |